# محمد بن عبد اللطيف آل الشيخ (عالم دين)

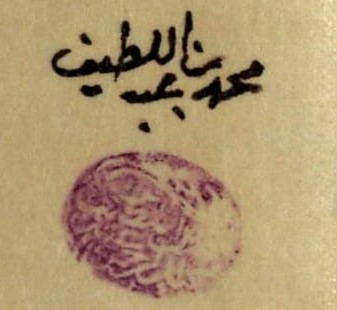
توقيع الشيخ محمد بن عبد اللطيف آل الشيخ

محمد بن عبد اللطيف آل الشيخ محمد بن عبد الوهاب (1273- 1367 هـ / 1857- 1948 م) من كبار علماء نجد وقضاتها ودعاتها، فقيه حنبلي، كان معتنيًا بجمع الكتب ونفائس المخطوطات، حتى جمع مكتبة لا نظير لها في نجد. تولى إمامة جامع الإمام تركي بن عبد الله (الجامع الكبير) في الرياض وخطابته، وكان أولَ خطيب من خطباء عرفة في العهد السعودي، في موسم الحجِّ عام 1343هـ، وكان من خاصَّة الملك عبد العزيز آل سعود وموضعَ ثقته.

## نسبه وولادته
هو محمد بن عبد اللطيف بن عبد الرحمن بن حسن ابن الإمام محمد بن عبد الوهاب. من أسرة آل الشيخ المشهورة وهم من آل مُشَرَّف عشيرة من المَعاضيد من فخذ آل زاخر الذين هم بطن من الوُهَبة من بني حَنظَلة من قبيلة بني تميم.
ولد في مدينة الرياض عام 1273هـ/ 1857م، ونشأ بها وقرأ القرآن في حياة والده العلامة الشيخ عبد اللطيف ثم شرع في طلب العلم.

## طلبه للعلم
قرأ على أبيه الشيخ عبد اللطيف بن عبد الرحمن، وعلى أخيه الشيخ عبد الله بن عبد اللطيف، والشيخ محمد بن محمود، والشيخ حمد بن عتيق، والشيخ حسن بن حسين آل الشيخ وغيرهم من علماء عصره، فصار له يد طولي في التوحيد والتفسير والحديث والفقه وعلوم العربية حتى عد من كبار علماء وقته.

## أعماله
عينه الملك عبد العزيز قاضيا في الوشم ومقر عمله في شقراء ثم بعثه إلى عسير وبلاد الحجاز وتوجيهه، فلما علم منه الكفاية التامة عينه قاضيا لعاصمة المملكة الرياض و مستشاراً للملك عبد العزيز وإمام و خطيب في جامع الإمام تركي بن عبد الله (الجامع الكبير) فباشر هذه الأعمال بقوة وكفاية وأمانة وعفة. وكلفه الخطبة في عرفات ليكونَ أولَ خطيب في عرفة في عهد الدولة السعودية الثالثة، في موسم الحجِّ عام 1343هـ (1925).
وتصدى للإفتاء والتدريس والإفادة فكان يجلس لتدريس تلاميذه في بيته فيأخذون عنه جميع العلوم الشرعية والعربية حتى استفاد منه خلق كثير.
وكان شغوفًا بجمع الكتب مهما كلفه ذلك من المشقة والإنفاق، حتى جمع من نفائس المخطوطات مكتبة لا نظير لها في نجد. وقد أوقف كتبه جميعها وصار قسم منها لاحقًا نواة المكتبة السعودية بالرياض، وأساس هذه المكتبة هي كتب جده الشيخ عبد الرحمن بن حسن آل الشيخ، التي انتقلت إلى ابنه الشيخ عبد اللطيف، ومنها إلى ابنه عبد الله بن عبد اللطيف، ثم إلى أخيه محمد بن عبد اللطيف.

## آثاره
1. صنَّف كتابًا بعنوان "حقيقة هذا الدين".
2. له رسائلُ وأجوبة كثيرة منشورة.
3. أشرف على جمع ونشر "رسائل أئمَّة الدعوة" بتكليف من الملك عبد العزيز.

## طلابه
- محمد بن إبراهيم بن عبد اللطيف آل الشيخ، مفتي عام المملكة العربية السعودية ورئيس القضاة
- عبد العزيز بن باز، مفتي عام المملكة العربية السعودية (ويعد الشيخ محمد بن عبد اللطيف أولَ مشايخه)
- صالح بن سحمان
- عبد الملك بن عمر بن عبد اللطيف آل الشيخ عضو هيئة الإفتاء
- عبد الله بن عبد الرحمن الغديان عضو هيئة كبار العلماء
- حمد الجاسر، صاحب دار اليمامة للبحث والترجمة والنشر
- عبد الله بن محمد بن حميد
- عبد الرحمن بن محمد بن عبد اللطيف آل الشيخ
- عبد الله الدوسري
- عبد الملك بن إبراهيم بن عبد اللطيف آل الشيخ، الرئيس العام لهيئة الأمر بالمعروف والنهي عن المنكر
- محمد بن حمد بن فارس
- مبارك أبو حسين
- عبد اللطيف بن إبراهيم بن عبد اللطيف آل الشيخ، رئيس الكليات والمعاهد العلمية
- صالح بن علي بن غصون، عضو هيئة كبار العلماء
- عمر بن حسن بن حسين آل الشيخ، الرئيس العام لهيئة الأمر بالمعروف والنهي عن المنكر
- محمد بن عبد الرحمن بن إسحاق آل الشيخ

## أبناؤه
- الشيخ عبد الرحمن بن محمد بن عبد اللطيف آل الشيخ، توفي في مصر، في رجب عام 1393هـ، ونُقل جثمانه إلى الرياض ودُفن بمقبرة العَود.
- الشيخ عبد الله بن محمد بن عبد اللطيف آل الشيخ، توفي عام 1372هـ، وهو والد الشيخ المفتي عبد العزيز بن عبد الله آل الشيخ.[6]
- الشيخ إبراهيم بن محمد بن عبد اللطيف آل الشيخ.

## كتب عنه
- (محمد بن عبد اللطيف آل الشيخ مفتي نجد وقاضي قضاة الوشم وعَسير والرياض، سيرته ورسائله، 1273- 1367 هـ) تأليف حفيده عبد المحسن بن عبد العزيز بن عبد الرحمن بن محمد بن عبد اللطيف آل الشيخ، صدر في الرياض عام 1433هـ، في 200 صفحة.[7]

## وفاته
توفي الشيخ محمد بن عبد اللطيف في الرياض، يوم الأحد 2 جُمادى الآخرة 1367هـ الموافق 11 أبريل (نَيْسان) 1948م، وصُلي عليه في الجامع الكبير في الرياض، وأمَّ المصلين عليه ابنُ أخيه الشيخ محمد بن إبراهيم آل الشيخ.

## الملاحظات
1. ↑  هذا الراجح في تاريخ ولادته، وفي بعض المصادر سنة 1282هـ وفي غيرها سنة 1277هـ، وفي الأعلام للزركلي: 1286هـ/ 1870م، وهو خطأ.